# Marco Solfrini
Marco Solfrini, född 30 januari 1958 i Brescia i Lombardiet, död 24 mars 2018 i Parma i Emilia-Romagna, var en italiensk basketspelare som tog tog OS-silver 1980 i Moskva. Detta var Italiens första basketmedalj i OS, och det kom att dröja till baskettävlingarna vid OS 2004 i Aten innan nästa medalj - ett silver - togs. Han avslutade sin karriär 1994 på en klubb i Siena.